# 庫氏伏翼冠狀病毒3398
庫氏伏翼冠狀病毒3398（PK-BatCoV 3398）是甲型冠狀病毒屬的一種病毒，屬Nyctacovirus亞屬，於2015年在義大利的庫氏伏翼樣本中發現。

## 病毒學
庫氏伏翼冠狀病毒3398的基因組長28128nt，編碼冠狀病毒皆有的複製酶（1ab）、刺突蛋白（S）、外膜蛋白（E）、膜蛋白（M）與衣殼蛋白（N）與一個輔助蛋白NS3，基因順序為複製酶1ab－S－NS3－E－M－N。

## 分類
2020年，國際病毒分類委員會（ICTV）將此病毒株與在中國四川絨山蝠身上發現的絨山蝠甲型冠狀病毒SC-2013（BtNv-SC2013）一起歸入Nyctacovirus亞屬。